# Tomás Moreira
Tomás Moreira (Oporto, 26 de junio de 2005) es un futbolista portugués, nacionalizado luxemburgués, que juega en la demarcación de centrocampista para el SL Benfica "B" de la Segunda División de Portugal.

## Selección nacional
Tras jugar en las categorías inferiores de la selección, finalmente hizo su debut con la selección absoluta de Luxemburgo el 15 de octubre de 2024 en un partido de la Liga de Naciones de la UEFA 2024-25 contra Bielorrusia que finalizó con un resultado de empate a uno tras el gol de Syarhey Palitsevich para Bielorrusia, y de Gerson Rodrigues para Luxemburgo.

## Clubes
| Club           | País     | Año   | Partidos | Goles |
| -------------- | -------- | ----- | -------- | ----- |
| SL Benfica "B" | Portugal | 2024- | 4        | 0     |